# ダリヤ・サルトゥイコヴァ

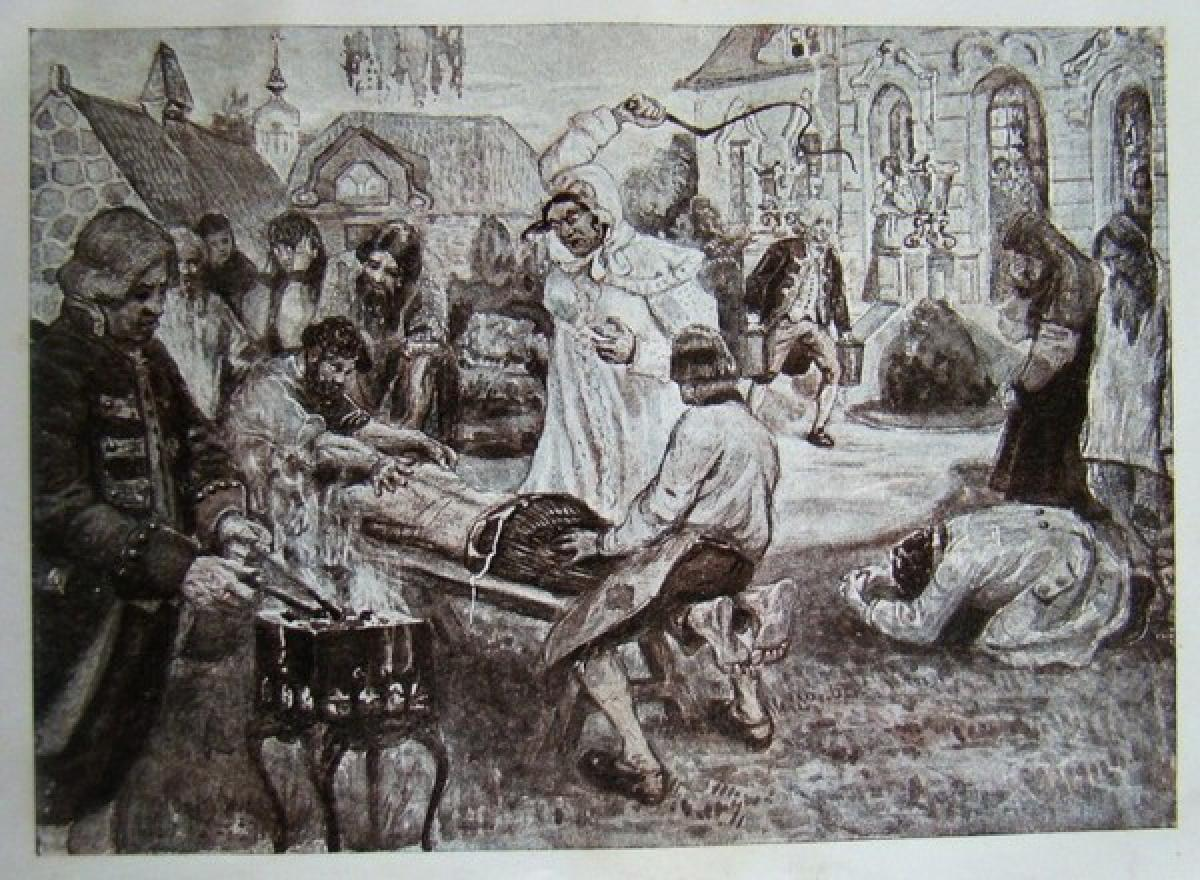
農奴を痛めつけるダリヤ・サルトゥイコヴァ

ダリヤ・ニコラエヴナ・サルトゥイコヴァ伯爵夫人（ロシア語: Дарья Николаевна Салтыкова, ラテン文字転写: Dar'ya Nikolaevna Saltykova, 1730年11月3日 - 1801年12月27日）は、ロシア帝国の貴族女性でシリアルキラー。拷問によって100人以上の農奴を殺害し、その犠牲者の多くが女性で哀れな少女だった。サディストだったと思われ、農奴を肉体的に痛めつけることに快楽を見出していた。

## 生涯
サルトゥイコヴァは若くして結婚し、26歳で寡婦となった。夫の死で彼女は豊かな領地を相続し、そこで2人の幼い息子と大勢の農奴たちと共に生活していた。領地における唯一人の女主人となったサルトゥイコヴァは、誰にも知られることなく、拷問と虐殺を楽しんだ。初め、サルトゥイコフ家の領地における死人の続出に対する当局への訴えは、全く無視されていた。サルトゥイコヴァが宮廷の要人たちと有力なコネクションをもっていたためである。しかし、犠牲者となったある女性の親族が、エカチェリーナ2世に嘆願書を送ることに成功した。エカチェリーナは自らを「法を遵守する為政者」だと印象づけるため、サルトゥイコヴァを公的に裁くこととした。
1762年に逮捕されたサルトゥイコヴァは、当局による入念な取り調べのおかげで、1768年まで6年間ものあいだ獄につながれた。司法参議会は多くの証人を召喚し、サルトゥイコヴァの領地での行状について調べ上げた。公式の発表では犠牲者は138人であり、そのうちのほぼ全員がサルトゥイコヴァに仕える者たちだった。サルトゥイコヴァは138人の女性農奴を、撲殺または拷問死させた事実が明るみに出た。しかしエカチェリーナ2世は彼女への処罰について決断をためらっていた。1754年以降、ロシア帝国では死刑が廃止されていたのであり、また夫から帝位を簒奪したばかりの女帝は、貴族階級の支持を保持しておく必要があったのである。1768年、サルトゥイコヴァは首に「人を拷問死させた女」と書かれた標識をぶらさげ、モスクワで1時間だけ晒し台の上に立つ刑に服した。大勢の人々が彼女が晒し台に架けられているのを見物にやって来た。この刑の後、彼女は女子修道院内の地下室で無期刑に服するよう命じられた。